# Jan z Pawii (biskup)
Jan z Pawii (zm. 27 sierpnia 826) – biskup Pawii, święty Kościoła katolickiego.
O św. Janie wiadomo tylko, że miał być biskupem diecezji Pawii w latach 813–826.
Jego wspomnienie liturgiczne obchodzone jest w dzienną pamiątkę śmierci.